# Kryštof Želinský ze Sebuzína
Kryštof Želinský ze Sebuzína na Břežanech, také Želenský ze Sebuzína († listopad 1606 Břežany nebo 1608) byl český šlechtic z rytířského rodu Želinských ze Sebuzína. Na konci 16. století téměř deset let zastával vlivný úřad místokancléře Českého království. Byl posledním nekatolíkem, který měl v zemské správě předbělohorského období mezi nejvyššími zemskými úředníky rozhodující vliv.

## Život a kariéra
Kryštof Želinský ze Sebuzína pocházel z rytířského rodu, který v polovině 16. století (1557) vlastnil jen drobný majetek v Litoměřickém kraji. Jeho otcem byl snad Zdeněk Želinský ze Sebuzína. Kryštof byl vzdělaný a ovládal několik jazyků. Díky přímluvě a protekci Vratislava II. z Pernštejna (1530–1582) získal mladý Želinský úřednické místo v české komoře.
Svými schopnostmi a znalostí řečí postoupil v kariéře a v letech 1586–1590 zastával úřad místopísaře. V letech 1590–1599 byl místokancléřem Českého království. Měl značnou moc, protože v letech 1593–1597 a 1598–1599 nebyl obsazen post nejvyššího kancléře, tudíž Želinský de facto vedl českou kancelář. Hlavním spolupracovníkem v kanceláři byl Jan Milner (Mylner) z Milhausu (Milhauzu) jako první zemský sekretář. Želinský vystupoval jako rozhodný politik protestantského vyznání (novoutraktvista radikálního směru; k téže konfesi se ostatně hlásil i Milner). Získal si naprostou důvěru císaře Rudolfa II. Na druhou stranu proti Želinskému intrikovala katolická strana, především apoštolský nuncius u císařského dvora Cesare Speciano (Speziano); cremonský biskup; v Praze v letech 1592–1597) a úspěšnější Filippo Spinelli (arcibiskup v Kolossách/na Rhodu; do Prahy dorazil v roce 1599, v úřadě však už od 1598). Podporovatelem katolické strany v Čechách byl také španělský vyslanec Don Guillén de San Clemente. V roce 1597 byl Želinský povýšen do panského stavu a byl mu polepšen erb. Po jmenování Zdeňka Vojtěcha Popela z Lobkowicz (1568–1628) nejvyšším kancléřem v roce 1599 požádal Želinský o uvolnění z úřadu a katolická strana v Čechách zcela ovládla nejvyšší zemské úřady.
Od roku 1600 nebo 1601 byl českým nejvyšším mincmistrem, úřad představoval vysokou hodnost, ale měl zanedbatelný politický význam. V listopadu 1606 Kryštof Želinský zemřel a 18. března 1607 byl pohřben u kostela sv. Mikuláše na Malé Straně.
| „                            | [1606] Okolo času památky sv. Martina [11. listopadu] umřel na Břežanech, sídle svém, pan Kryštof Želinský z Sebuzína, jsa nejvyšším mincmejstrem Království českého, jenž jse nemnoho s tím ouřadem zaneprázdňoval. Manželka jeho s dítkami pozůstalá, paní Mandalena, dcera nebožtíka pana Jiříka Voděradského z Hrušova na Dobřeni. Tělo jeho do Prahy přivezeno a potom léta 1607 dominica Oculi [18. března] v kostele farním sv. Mikuláše v Menším Městě pražském jest pohřbeno; nebo evanjelitského religionu byl a zůstával. | “ |
| — Mikuláš Daczický z Heslowa | |   |

## Mecenáš literátů
Byl uznávaný i v kruzích literárních, stal jedním z největších rytířských mecenášů předbělohorské knižní produkce. V roce 1591 mu dedikoval M. Václav Dasipodyus věčný kalendář, v roce 1593 Chaerinus Dialogus de Bethlemiticis, v roce 1595 Saphirides Carmen in laudem resurrectionis J. Christi, v roce 1600 Jan Campanus Vodňanský Charites a v roce 1604 (nebo 1605) Nathanael Vodňanský z Uračova Theatrum mundi minoris, široký plac neb zrcadlo světa.

## Rodina a majetek

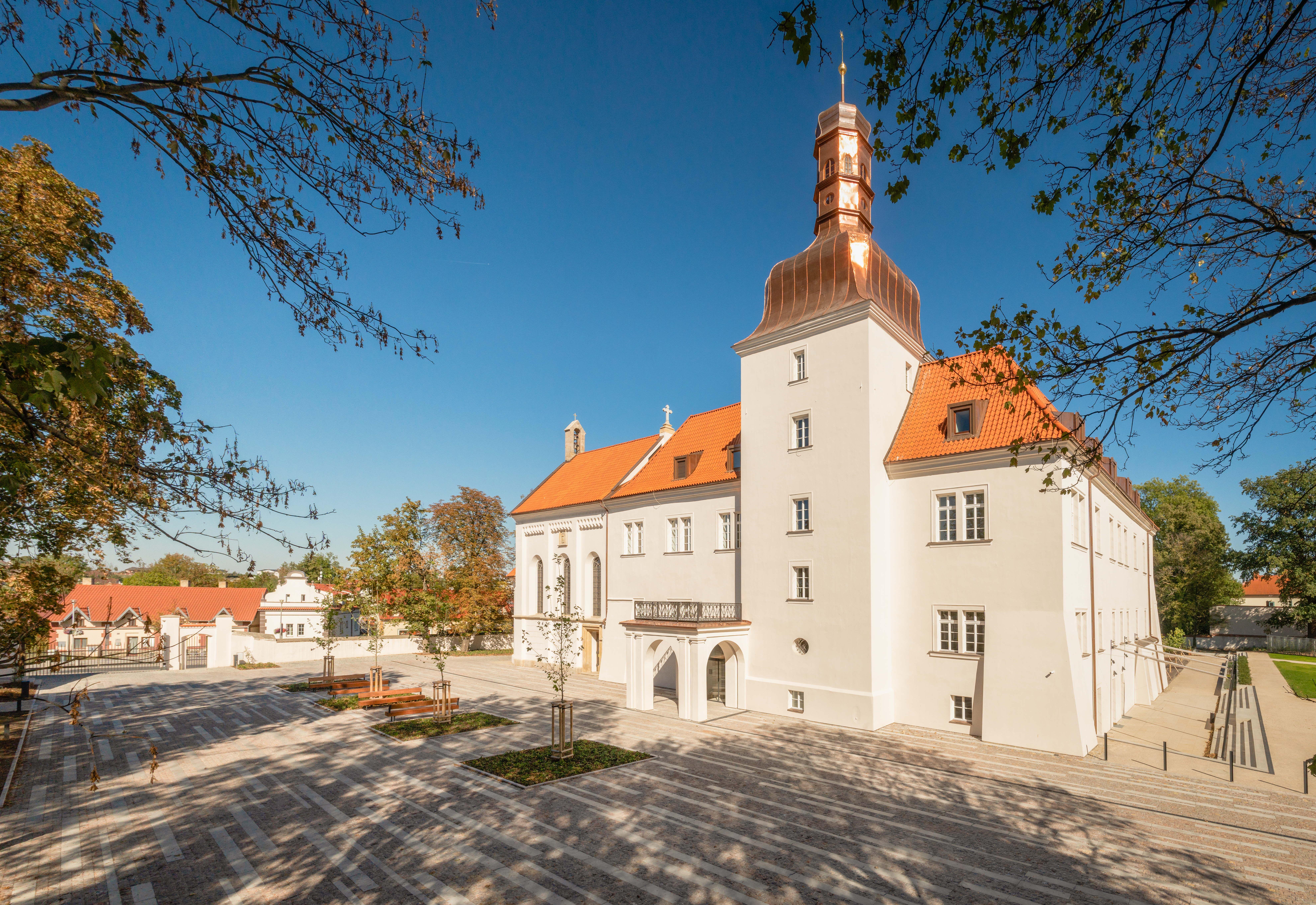
Zámek v Dolních Břežanech

Poprvé se oženil s Markétou Sadovskou ze Sloupna († 1583). Podruhé se v roce 1585 oženil s Magdalenou Voděradskou z Hrušova, která přinesla do manželství statek Břežany u Prahy a v roce 1597 přikoupila Chotouň. Břežany se staly Kryštofovým sídlem. Svou základnu v 90. letech 16. století rozmnožil koupí vesnic v okolí Prahy. V roce 1594 koupil Vestec (Vesce), Zdiměřice, Jirčany (Jerčany) a Štědřík. O tři roky později ještě Cholupice a Novou Libeň.
V roce 1608, kdy Kryštof zemřel, jeho majetek tvořily tři tvrze (Břežany, Libeň a Chotouň), asi 25 vesnic, dvory a tři domy v Jílovém u Prahy. Kryštofovým synům byl majetek po Bílé hoře zkonfiskován a rod se vysídlil z Čech.
Z druhého manželství měl syny Maxmiliána (zemřel mlád), Gabriela Kryštofa a Václava († 1626). Syn Jiří a Maxmilián studovali v letech 1602–1604 ve Zhořelci, Maxmilián byl navíc v roce 1606 zapsán ve Wittenbergu.